# Ronde van Italië 2023/Vijfde etappe
De vijfde etappe van de Ronde van Italië 2023 vond plaats op 10 mei. Deze etappe werd al sprintend gewonnen door de Australiër Kaden Groves. De Noor Andreas Leknessund bleef aan de leiding in het algemene klassement. Ook de leiders in de andere klassementen bleven na deze etappe dezelfde.

## Uitslagen
| Atripalda – Salerno (171 km) |                     |                                    |          |
| Plaats                       | Naam                | Ploeg                              | tijd     |
| Winnaar                      | Kaden Groves        | Alpecin-Deceuninck                 | 4u30'19" |
| 2                            | Jonathan Milan      | Bahrain-Victorious                 | z.t.     |
| 3                            | Mads Pedersen       | Trek-Segafredo                     | z.t.     |
| 4                            | Mark Cavendish      | Astana Qazaqstan Team              | z.t.     |
| 5                            | Nicolas Dalla Valle | Team Corratec-Selle Italia         | z.t.     |
| 6                            | Mirco Maestri       | EOLO-Kometa                        | z.t.     |
| 7                            | Filippo Fiorelli    | Green Project-Bardiani CSF-Faizanè | z.t.     |
| 8                            | Andrea Vendrame     | AG2R Citroën Team                  | z.t.     |
| 9                            | Michael Matthews    | Team Jayco AlUla                   | z.t.     |
| 10                           | Niccolò Bonifazio   | Intermarché-Circus-Wanty           | z.t.     |

| Algemeen klassement |                        |                   |           |
| Plaats              | Naam                   | Ploeg             | Tijd      |
| Roze trui           | Andreas Leknessund     | Team DSM          | 19u06'03" |
| 2                   | Remco Evenepoel        | Soudal Quick-Step | + 28"     |
| 3                   | Aurélien Paret-Peintre | AG2R Citroën Team | + 30"     |
| 4                   | João Almeida           | UAE Team Emirates | + 1'00"   |
| 5                   | Primož Roglič          | Jumbo-Visma       | + 1'12"   |
| 6                   | Geraint Thomas         | INEOS Grenadiers  | + 1'26"   |
| 7                   | Aleksandr Vlasov       | BORA-hansgrohe    | z.t.      |
| 8                   | Toms Skujiņš           | Trek-Segafredo    | + 1'29"   |
| 9                   | Tao Geoghegan Hart     | INEOS Grenadiers  | + 1'30"   |
| 10                  | Vincenzo Albanese      | EOLO-Kometa       | + 1'39"   |

## Opgaven
Er zijn deze etappe drie opgaven gemeld. Alle drie de renners zijn deze etappe niet gestart.
Niet gestart
Ramon Sinkeldam (Alpecin-Deceuninck)
Rémy Rochas (Cofidis)
Valerio Conti (Team Corratec-Selle Italia
1e etappe ·
2e etappe ·
3e etappe ·
4e etappe ·
5e etappe ·
6e etappe ·
7e etappe ·
8e etappe ·
9e etappe ·
10e etappe ·
11e etappe ·
12e etappe ·
13e etappe ·
14e etappe ·
15e etappe ·
16e etappe ·
17e etappe ·
18e etappe ·
19e etappe ·
20e etappe ·
21e etappe
Startlijst · Eindstanden · Afbeeldingen